# Daniel Ash
Daniel Ash (Northampton, 31 luglio 1957) è un chitarrista, cantante e cantautore britannico, conosciuto per aver fatto parte di gruppi musicali importati del post-punk, goth rock e neo-psichedelia degli anni ottanta, come Bauhaus e Love and Rockets. Il suo primo disco solista è stato pubblicato nel 1991.

## Biografia

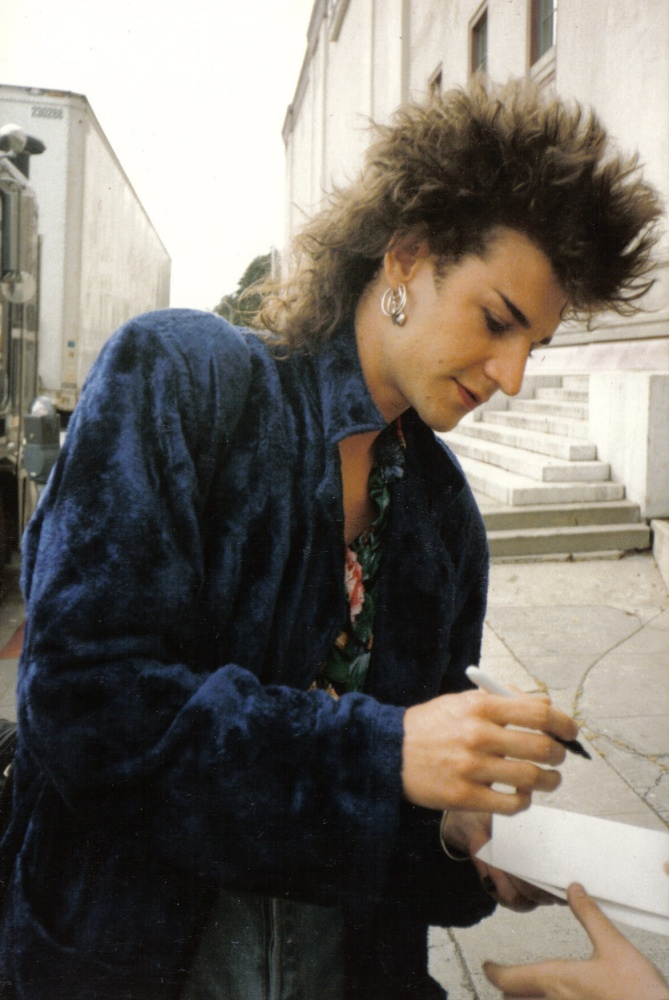
Daniel Ash nel 1986.

Ha fatto parte del gruppo goth-rock dei Bauhaus. Dopo lo scioglimento dei Bauhaus nel 1983 si è concentrato sul suo progetto parallelo, Tones On Tail, peraltro avviato già nel 1982, dopodiché ha fondato i Love and Rockets nel 1985 con altri due ex membri dei Bauhaus, David J e Kevin Haskins. Il trio ha poi fatto un album a nome The Bubblemen nel 1988, mentre assieme a Kevin Haskins e Diva Dompe, nel 2007 i Poptone.
Sciolti i Love And Rockets dal 2003, Ash ha proseguito la sua carriera come artista solista.

## Discografia come solista

### Album in studio
- 1991 - Coming Down (Beggars Banquet)
- 1992 - Foolish Thing Desire (Beggars Banquet)
- 2002 - Daniel Ash (Psychobaby Records)
- 2005 - Come Alive (Psychobaby Records)
- 2014 - Stripped (GO! Studio)
- 2017 - Freedom I Love

### Raccolte
- 2013 - Anthology (Cherry Red)

### EP
- 2000 - Daniel Ash EP
- 2009 - It's a Burn Out EP

### Singoli
- 1991 - This Love
- 1991 - Walk This Way
- 1992 - Get Out of Control
- 1993 - Here She Comes
- 2000 - Burning Man
- 2001 - Spooky
- 2002 - Burning Man x6 + 1
- 2009 - Rock On (Dirty Queen)
- 2010 - The Soldiers of Everyday
- 2011 - The Push
- 2011 - That's What We Said